# Albrecht IV. (Mecklenburg)

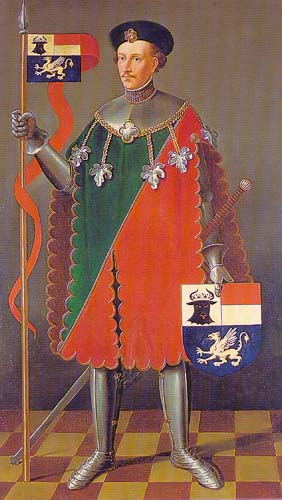
Albrecht IV., Herzog zu Mecklenburg

Albrecht IV., Herzog zu Mecklenburg (* vor 1363; † zw. 24. und 31. Dezember 1388) war von 1383 bis 1388 als Mitregent in Mecklenburg.
Albrecht IV. wurde als Sohn des mecklenburgischen Herzogs Heinrich III. und Ingeburg von Dänemark geboren. Er wurde 1371 oder 1375 von seinem Großvater König Waldemar IV. Atterdag zu seinem Erben als König von Dänemark ernannt. Dies geschah jedoch nicht ganz freiwillig. Waldemar IV. erhielt für dieses Versprechen Schonen und alle weiteren von Albrechts Vater zuvor eroberten dänischen Gebiete zurück. Doch erhob sich ein großer Teil des Adels gegen Albrecht, erklärte ihn für abgesetzt und rief Waldemars Tochter Margarethe I. zu Hilfe. Diese ernannte im Jahr 1376 ihren Sohn Olav II. zum König unter ihrer Vormundschaft. Albrecht verzichtete auf den Thron und übernahm im Jahr 1383 nach dem Tod seines Vaters gemeinsam mit seinem Onkel Magnus und dessen Sohn Johann IV. die Mitregentschaft in Mecklenburg. Er war verheiratet mit Elisabeth von Holstein, der Tochter von Nikolaus von Holstein-Rendsburg, und starb Ende des Jahres 1388.